# Feodora de Saxònia-Meiningen
Feodora de Saxònia-Meiningen, princesa de Reuss-Köstritz (Potsdam 1879 - Castell de Neuhoff 1945). Princesa de Saxònia-Meiningen amb el tractament d'altesa que contragué matrimoni amb el príncep Enric XXX de Reuss-Köstritz
Nascuda a Potsdam el dia 12 de maig de 1879 essent filla del duc Bernat III de Saxònia-Meiningen i de la princesa Carlota de Prússia. Feodora era neta per via paterna del duc Jordi II de Saxònia-Meiningen i de la princesa Carlota de Prússia; mentre que per via materna ho era del kàiser Frederic III de Prússia i de la princesa reial Victòria del Regne Unit.
Feodora fou la primera besneta de la reina Victòria I del Regne Unit, ja que descendia de la sobirana anglesa a través de la seva àvia materna, la princesa reial Victòria del Regne Unit.
El dia 24 de setembre de 1898 contragué matrimoni a Breslau amb el príncep Enric XXX de Reuss-Köstritz, fill del príncep Enric IX de Reuss-Köstritz i de la baronessa Anna von Zedlitz und Leipe. La parella no tingué descendència.
La família Reuss té un estrany i particular costum a l'hora de nomenar els seus membres. Tots els membres barons de la seva família reben el nom d'Enric en honor de l'emperador Enric VI, emperador romanogermànic que al segle xiii els concedí el principat de Reuss. A més a més, dins de la família Reuss existeixen dues línies, la vella (Greiz) i la jove (Köstritz). Mentre la vella estableix una numeració de l'1 al 100 per tots els membres de la seva família, retornant a l'1 un cop arribat al 100; la branca nova (a la qual pertanyia l'espòs de Feodora) retornava a l'1 amb l'inici del segle, així, Enric XXX era el trentè membre dels Reuss-Köstritz nascut al segle xix.
La princesa Feodora tingué una vida familiar molt pobre. Educada per mainaderes i amb una evident manca d'afecte patern, la princesa fou més educada per la seva àvia materna, la princesa reial, que no pas pels seus propis pares més interessats en la vida social del Berlín de preguerra que amb l'eduacació de la seva filla.
La princesa Feodora morí el dia 26 d'agost de 1945 al Castell de Neuhoff a l'edat de 66 anys. El seu marit havia mort al mateix castell el dia 23 de març de 1939 als 75 anys.
Anys després, uns estudis científics practicats als cossos de la princesa Carlota de Prússia i a la princesa Feodora de Saxònia-Meiningen demostraren que les dues patien de porfíria. La porfíria era heretada de la Casa reial de Hannover a través de la reina Victòria I del Regne Unit que l'heredà del seu avi, el rei Jordi III del Regne Unit.